# Vincenzo d'Escamard
Vincenzo d'Escamard (Castroreale, 19 août 1771 - Naples, 1833) était un général italien qui s'est particulièrement distingué en tant qu'officier pendant les guerres napoléoniennes. Il a servi dans l'armée des Deux-Siciles en tant que conseiller de la Haute Cour militaire et conseiller d'État. Pendant les soulèvements du nord de l'Italie en 1830-1831, et le début de la répression autrichienne, il est nommé commissaire du roi pour les Abruzzes, et se voit confier la tâche de surveiller étroitement les frontières septentrionales du royaume. Au début de 1833, il entre au Conseil des généraux, et est nommé directeur général de l'artillerie et du génie, du bureau topographique et des écoles militaires supérieures.

## Biographie
Il est né à Castroreale le 19 août 1771, fils de Patrizio et de Madame Gabriella Nucerino. Le 11 mai 1778, il entre dans l'Armée du royaume de Naples (esercito del Regno di Napoli) comme cadet, affecté au régiment « Farnese ». Le 14 octobre 1792, il devient enseigne d'artillerie et l'année suivante, il part avec le corps expéditionnaire napolitain pour participer à la défense de la ville de Toulon, en France, alors assiégée par les forces républicaines. Il se distingue par des tirs d'artillerie bien dirigés contre le fort de l'Aiguillette et la redoute de la Convention, et le 30 novembre sur le camp de San Rocco. Lors de l'évacuation des troupes anglo-napoléoniennes, il se distingue en défendant les retranchements de Missiessis et de Sainte-Anne-des-Moulins, nageant ensuite sur les navires du maréchal Bartolomeo Forteguerri. De retour dans sa patrie, il est promu lieutenant et rejoint la compagnie des constructeurs d'artillerie.
Le 23 octobre 1798, le royaume de Naples entre en guerre contre la République française, envahissant les territoires de la République romaine pour rétablir l'autorité du pape sur ces territoires. Les forces napolitaines atteignent Rome en six jours d'opérations, et c'est alors que les troupes françaises passent résolument à l'offensive, défaisant l'armée des Bourbons dans la bataille de Civita Castellana qui s'ensuit. Cette bataille a entraîné la désintégration de l'armée napolitaine, et la défaite s'est transformée en déroute. Entre-temps, le 5 novembre, il avait été promu de lieutenant à capitaine et affecté au corps des fortifications alors sous le commandement du brigadier Vincenzo Minichini.

Sur ordre du chef d'état-major, le général Giuseppe Parisi, il défendit le pont qu'il avait construit sur le Liri entre Ceprano et Isola, avec l'aide d'une batterie de 40 canons, puis traversa le fleuve pour se mettre en sécurité. Il se distingue à nouveau pour la défense d'un pont sur la rivière Garigliano, qui permet aux unités bourboniennes des commandants Philipstall et Emmanuele de Bourcard, de se replier finalement sur Capoue sous l'assaut de l'avancée française. Lors de l'assaut ennemi contre la forteresse de Capoue, il avait le commandement de la redoute « San Giuseppe », qu'il a bien défendue, dirigeant le tir des pièces d'artillerie chargées de mitrailles contre la cavalerie ennemie. Il est gravement blessé à la jambe droite par une balle de mousquet.
Après la proclamation de la République napolitaine, il entra à son service, nommé le 4 prairial commandant de la compagnie des sapeurs. Avec la restauration des Bourbons, il reprit le service dans l'armée régulière et, en 1801, participa aux opérations militaires contre la République cisalpine, se distinguant lors du siège de Sienne. Après la signature du traité de Florence, il est envoyé dans les Pouilles pour protéger le littoral de la mer Adriatique.  En 1805, le roi Ferdinand IV rejoint la troisième coalition anti-napoléonienne et, après le succès de la bataille d'Austerlitz, l'empereur français décide d'envahir et d'occuper définitivement le royaume de Naples. Le 31 décembre, Napoléon nomme son frère Joseph roi de Naples et lui confie le commandement des troupes d'invasion qui occupent Naples le 15 mai 1806. Après s'être rendu en Sicile dans la suite de Ferdinand IV, il est nommé capitaine-commandant le 30 mai 1807, puis major l'année suivante. Au cours des opérations contre les troupes françaises, il se distingue à l'assaut du château de l'île d'Ischia, et le 28 octobre 1812, il est promu lieutenant-colonel et prend le commandement de la brigade du génie rural. Au moment de la Restauration, il est d'abord nommé colonel, puis vingt et un jours plus tard maréchal de camp. Avec la première ordination du génie militaire, le lieutenant-général Patricius Guillamat est nommé commandant, tandis qu'il devient l'un des deux inspecteurs généraux, avec Martial Bardet. Avec la nouvelle ordonnance du 20 juillet 1819, et la mort de Guillamat, il est nommé sous-directeur du génie militaire, poste qu'il reconfirme en juillet 1822, pour revenir au poste d'inspecteur avec l'ordonnance de 1827. Nommé conseiller du haut tribunal militaire, il devient ensuite conseiller d'État,.
Pendant les soulèvements du nord de l'Italie en 1830-1831 et le début de la répression autrichienne, il est nommé commissaire du roi pour les Abruzzes le 18 février 1831, avec son quartier général à L'Aquila, chargé de surveiller de près les frontières nord du royaume. Au début de l'année 1833, il entre au Conseil des généraux et est nommé directeur général de l'artillerie et du génie, du bureau topographique et des lycées militaires.
L'aggravation de son état de santé l'amène à demander un congé, mais il meurt peu après au cours de l'année 1833.
Membre de la Société royale de Bourbon, il est marié à Mme Enrichetta Mori, dont il a eu deux enfants.

## Décorations militaires
- Commandeur de l'ordre royal et militaire de Saint-Georges de la Réunion -23 avril 1819
- Chevalier grand-croix de l'ordre royal de François Ier - 1831[7].

## Publications
- (it) Memoria sui ponti che si costruiscono e le varie operazioni di guerra (Mémoire sur la construction de ponts et les différentes opérations de guerre.) , Manoscritto dell'officio topografico, Palerme.
- (it) Artiglieria teorica (L'artillerie théorique), Naples, 1816.